# Domínio de Matsumoto
O Domínio de Matsumoto (藩 藩, Matsumoto han) foi um domínio feudal do xogunato Tokugawa do período Edo da história do Japão. Estava localizado na antiga província de Shinano, Honshu. O domínio era comandado através do Castelo Matsumoto,  localizado no que é hoje a cidade de Matsumoto, na atual província de Nagano. 

## História
Durante o período Sengoku, Matsumoto foi a sede do clã Ogasawara, o shugo da província de Shinano. No entanto, o clã Ogasawara foi derrotado por Takeda Shingen em uma série de batalhas entre 1542 e 1548 e suas terras se tornaram parte dos territórios do Clã Takeda. Após a queda do clã Takeda, a área se tornou uma região disputada, ficando sob o controle de Tokugawa Ieyasu, que colocou Ogasawara Hidemasa no comando de Matsumoto.
Quando Toyotomi Hideyoshi transferiu Ieyasu para a região de Kanto em 1590, colocou Ishikawa Norimasa, ex-vassalo de Ieyasu no comando do Domínio, com uma receita avaliada em 100.000 koku. Norimasa e seu filho Yasunaga construíram grande parte do atual Castelo de Matsumoto entre 1593 e 1594. Os Ishikawa foram confirmados como daimiô do Domínio após a formação do xogunato Tokugawa, mas foram desalojados devido a um escândalo político em 1613 envolvendo Ōkubo Nagamasa.
Em 1613, Ogasawara Hidemasa foi autorizado a retornar ao Domínio de Matsumoto , com uma receita de 80.000 koku. Seu filho, Ogasawara Tadazane foi transferido para o domínio de Akashi na província de Harima em 1617, e Matsumoto passa então a ser governado pelo ramo Echizen do clã Matsudaira até 1638, pelo clã Hotta até 1642, pelo clã Mizuno até 1725 e finalmente pelo ramo Toda do clã Matsudaira até a Restauração Meiji em 1868. 
Durante o período Bakumatsu, forças de Matsumoto apoiaram o xogunato Tokugawa contra a rebelião de Mito e o incidente de Kinmon e em ambas as expedições punitivas contra Chōshū. No entanto, com o início da Guerra Boshin, o último daimiô de Matsumoto, Matsudaira Mitsuhisa, mudou de lado passando a apoiar a causa imperial, e suas forças lutaram nos exércitos imperiais na Batalha de Hokuetsu e na Batalha de Aizu. Posteriormente, serviu como governador do domínio até 1871 e recebeu o título de shishaku (marquês) sob o sistema kazoku. Posteriormente, o Domínio de Matsumoto passou a fazer parte da Província de Nagano.

## Arrecadação no Período Bakumatsu
Como na maioria dos domínios do sistema han, o Domínio de Matsumoto consistia em vários territórios descontínuos organizados para fornecer a arrecadação atribuída (koku), com base em levantamentos cadastrais periódicos e rendimentos agrícolas projetados. 

## Lista de Daimiô
| #                                      | Nome                             | Posse     | Título da Corte                       | Classificação       | koku         | Notas                         |
| -------------------------------------- | -------------------------------- | --------- | ------------------------------------- | ------------------- | ------------ | ----------------------------- |
| Clã Ishikawa (tozama) 1590-1613        |                                  |           |                                       |                     |              |                               |
| 1                                      | Ishikawa Kazumasa (石川数正)     | 1590-1592 | Hōki-no-kami (伯耆守)                 | Jugoige (従五位下)  | 100,000 koku |                               |
| 2                                      | Ishikawa Yasunaga (石川康長)     | 1592-1613 | Ukon-no-daiyu (式部少輔)              | Jugoige (従五位下)  | 80,000 koku  | ficou sem posse               |
| Clã Ogasawara (fudai) 1613-1617        |                                  |           |                                       |                     |              |                               |
| 1                                      | Ogasawara Hidemasa (小笠原秀政)  | 1613-1615 | Hyōbu-daifu (兵部大輔)                | Jugoige (従五位下)  | 80,000 koku  | veio do Domínio de Iida       |
| 2                                      | Ogasawara Tadazane (松平直政)    | 1615-1617 | Ukon-no-daiyu (右近将監); Jijū (侍従) | Jushiige (従四位下) | 80,000 koku  | foi para o Domínio de Akashi  |
| Clã Toda-Matsudaira (fudai) 1617-1633  |                                  |           |                                       |                     |              |                               |
| 1                                      | Matsudaira Yasunaga (松平康長)   | 1617-1633 | Tanba-no-kami (丹波守)                | Jushiige (従四位下) | 70,000 koku  | veio do Domínio de Takasaki   |
| 2                                      | Matsudaira Yasunao (松平直政)    | 1633-1633 | Sado-no-kami (佐渡守)                 | Jugoige (従五位下)  | 70,000 koku  | foi para o Domínio de Akashi  |
| Clã Matsudaira (Shinpan) 1633-1638     |                                  |           |                                       |                     |              |                               |
| 1                                      | Matsudaira Naomasa] (松平直政)   | 1633-1638 | Dewa-no-kami (出羽守); Jijū (侍従     | Jushiige (従四位下) | 70,000 koku  | foi para o Domínio de Matsue  |
| Clã Hotta (fudai) 1638-1642            |                                  |           |                                       |                     |              |                               |
| 1                                      | Hotta Tadamori (堀田正盛)        | 1638-1642 | Dewa-no-kami (出羽守); Jijū (侍従)    | Jushiige (従四位下) | 100,000 koku | foi para o Domínio de Sakura  |
| Clã Mizuno (fudai) 1642 -1725          |                                  |           |                                       |                     |              |                               |
| 1                                      | Mizuno Tadakiyo (水野忠清)       | 1642-1647 | Hayato-no-shō (隼人正)                | Jugoige (従五位下)  | 70,000 koku  | veio do Domínio de Yoshida    |
| 2                                      | Mizuni Tadamoto (水野忠職)       | 1647-1668 | Dewa-no-kami (出羽守)                 | Jugoige (従五位下)  | 70,000 koku  |                               |
| 3                                      | Mizuno Tadanao (水野忠直)        | 1668-1713 | Nakatsukasa-no-sho (中務少輔)         | Jugoige (従五位下)  | 60,000 koku  |                               |
| 4                                      | Mizuno Tadachika (水野忠周)      | 1713-1718 | Dewa-no-kami (出羽守)                 | Jugoige (従五位下)  | 70,000 koku  |                               |
| 5                                      | Mizuno Tadamoto (水野忠幹)       | 1718-1723 | Hyūga-no-kami (日向守)                | Jugoige (従五位下)  | 70,000 koku  |                               |
| 6                                      | Mizuno Tadatsune (水野忠恒)      | 1723-1725 | Hayato-no-shō (隼人正)                | Jugoige (従五位下)  | 70,000 koku  | ficou sem posse               |
| Clã Toda-Matsudaira (fudai) 1725 -1871 |                                  |           |                                       |                     |              |                               |
| 1                                      | Matsudaira Mitsuchika (松平光慈) | 1725-1732 | Tanba-no-kami (丹波守)                | Jugoige (従五位下)  | 60,000 koku  | veio do Domínio de Shima-Toba |
| 2                                      | Matsudaira Mitsuo (松平光雄)     | 1732-1756 | Tanba-no-kami (丹波守)                | Jugoige (従五位下)  | 60,000 koku  |                               |
| 3                                      | Matsudaira Mitsuyasu (松平光徳)  | 1756-1759 | Tanba-no-kami (丹波守)                | Jugoige (従五位下)  | 60,000 koku  |                               |
| 4                                      | Matsudaira Mitsumasa (松平光和)  | 1759-1774 | Ise-no-kami (伊勢守)                  | Jugoige (従五位下)  | 60,000 koku  |                               |
| 5                                      | Matsudaira Mitsuyoshi (松平光悌) | 1774-1786 | Tanba-no-kami (丹波守)                | Jugoige (従五位下)  | 60,000 koku  |                               |
| 6                                      | Matsudaira Mitsuyuki (松平光行)  | 1786-1800 | Tanba-no-kami (丹波守)                | Jugoige (従五位下)  | 60,000 koku  |                               |
| 7                                      | Matsudaira Mitsutsura (松平光年) | 1800-1837 | Tanba-no-kami (丹波守)                | Jugoige (従五位下)  | 60,000 koku  |                               |
| 8                                      | Matsudaira Mitstsune (松平光庸)  | 1837-1845 | Tanba-no-kami (丹波守)                | Jugoige (従五位下)  | 60,000 koku  |                               |
| 9                                      | Matsudaira Mitsuhisa (松平光則)  | 1845-1871 | Tanba-no-kami (丹波守)                | Jugoige (従五位下)  | 60,000 koku  | fim do sistema han            |

OBS: Jushiige (oficial júnior de quarto escalão), Jugoige (oficial júnior de quinto escalão)